# Laura Farías
Laura Farías (Córdoba, 1963) es una académica, científica y difusora científica en temas de océano y liderazgo en cambio climático a nivel nacional y regional.  Es profesora titular del Departamento de Oceanografía de la Facultad de Ciencias Naturales y Oceanográficas de la Universidad de Concepción.

## Biografía
Laura Farías es licenciada en Oceanografía de la Universidad Nacional del Sur en Bahía Blanca, Argentina el año 1988. Obtuvo su magíster en Oceanografía de la Universidad de Concepción en Chile el año 1992, y su doctorado en Oceanografía en la misma casa de estudios en 1998.
Ha trabajado en la Universidad de Concepción desde el año 1998 desarrollando su labor de investigación en el Departamento de Oceanografía en la línea de biogeoquímica del océano, con énfasis en el ciclo del nitrógeno y gases invernadero, realizando campañas científicas en cruceros oceanográficos.
Además, junto a Alejandra Serthn lideró la mesa de trabajo del Agua y del Océano, y políticas del océano en el marco de la Conferencia de las Naciones Unidas sobre el Cambio Climático de 2019 Su trabajo y expertiz la ha hecho partícipe de muchas mesas de redacción y discusión de políticas públicas y casos medioambientales chilenas, como la marea roja que afectó a Chile en 2016 y que conllevó a las Protestas en Los Lagos de 2016.

## Investigación
Su línea de investigación corresponde a Ciclos biogeoquímicos y clima, reciclaje de gases climáticamente activos (óxido nitroso, metano y sulfato de dimetilo) en ecosistemas costeros (surgencias costeras) y Antárticos, y la biogeoquímica isotópica.
Sus proyectos de investigación tienen una fuerte contribución al estudio del cambio climático a través del estudio de gases invernaderos, específicamente la dinámica del óxido nitroso y metano y el rol de la actividad microbiana. Además, ha contribuido considerablemente en temas asociados a políticas del océano.
Ha participado en numerosos proyectos de investigación con el Comité Oceanográfico Nacional, Instituto Antártico Chileno, Centro de Ciencia del Clima y la Resiliencia, entre otros.

### Participación pública
Farías ha participado en un amplio rango de publicaciones asociadas a vinculación con el medio y políticas públicas de importancia nacional, como el informe a la Nación La megasequía 2010-2015 del Centro de Ciencia del Clima y la Resiliencia relacionado con los eventos de megasequía que afecta a Chile desde 2010 al presente;; fue parte del equipo de científicos participantes en la investigación y posterior informe de la marea roja que afectó a Chile en 2016 y que conllevó a las Protestas en Los Lagos de 2016.
Ha participado en la redacción de informes sobre los Objetivos de Desarrollo Sostenible del mar chileno, un informe sobre el antropoceno y el territorio chileno.
En función al desarrollo de la Conferencia de las Naciones Unidas sobre el Cambio Climático de 2019, ella fue coordinadora de la mesa científica Océanos, en la cual se redactaron informes sobre un sistema integrado de vigilancia oceanográfica en Chile y Propuestas para la actualización del Plan de Adaptación en Pesca y Acuicultura.

## Publicaciones
Esta es una lista de los trabajos científicos más citados de la investigadora; para revisar el listado completo revisa el perfil del investigador en Google Scholar.
- Thamdrup, Bo; Dalsgaard, Tage; Jensen, Marlene Mark; Ulloa, Osvaldo; Farías, Laura; Escribano, Ruben (2006-09). «Anaerobic ammonium oxidation in the oxygen-deficient waters off northern Chile». Limnology and Oceanography (en inglés) 51 (5): 2145-2156. doi:10.4319/lo.2006.51.5.2145. Consultado el 11 de marzo de 2020.
- Escribano, Rubén; Daneri, Giovani; Farías, Laura; Gallardo, Víctor A.; González, Humberto E.; Gutiérrez, Dimitri; Lange, Carina B.; Morales, Carmen E. et al. (2004-10). «Biological and chemical consequences of the 1997–1998 El Niño in the Chilean coastal upwelling system: a synthesis». Deep Sea Research Part II: Topical Studies in Oceanography (en inglés) 51 (20-21): 2389-2411. doi:10.1016/j.dsr2.2004.08.011. Consultado el 11 de marzo de 2020.
- Dalsgaard, Tage; Thamdrup, Bo; Farías, Laura; Revsbech, Niels Peter (2012-09). «Anammox and denitrification in the oxygen minimum zone of the eastern South Pacific». Limnology and Oceanography (en inglés) 57 (5): 1331-1346. doi:10.4319/lo.2012.57.5.1331. Consultado el 11 de marzo de 2020.
- Fernandez, Camila; Farías, Laura; Ulloa, Osvaldo (7 de junio de 2011). «Nitrogen Fixation in Denitrified Marine Waters».  En Gilbert, Jack Anthony, ed. PLoS ONE (en inglés) 6 (6): e20539. ISSN 1932-6203. PMC 3110191. PMID 21687726. doi:10.1371/journal.pone.0020539. Consultado el 11 de marzo de 2020.
- Castro-Gonzalez, Maribeb; Braker, Gesche; Farias, Laura; Ulloa, Osvaldo (2005-09). «Communities of nirS-type denitrifiers in the water column of the oxygen minimum zone in the eastern South Pacific». Environmental Microbiology (en inglés) 7 (9): 1298-1306. ISSN 1462-2912. doi:10.1111/j.1462-2920.2005.00809.x. Consultado el 11 de marzo de 2020.
- Farías, Laura; Paulmier, Aurélien; Gallegos, Mauricio (2007-02). «Nitrous oxide and N-nutrient cycling in the oxygen minimum zone off northern Chile». Deep Sea Research Part I: Oceanographic Research Papers (en inglés) 54 (2): 164-180. doi:10.1016/j.dsr.2006.11.003. Consultado el 11 de marzo de 2020.